# Gieorgij Gegeszidze
Gieorgij Andriejewicz Gegeszidze (ros. Георгий Андреевич Гегешидзе, gruz.  გიორგი ანდრიას ძე გეგეშიძე, ur. 1924 w Chaszuri, zm. 1971) – radziecki działacz państwowy i partyjny.

## Życiorys
W latach 1940–1945 studiował w Tbiliskim Instytucie Politechnicznym im. Kirowa, 1945-1948 był II sekretarzem i I sekretarzem rejonowego komitetu Komsomołu Gruzji, od 1946 należał do WKP(b). W 1948 był sekretarzem komitetu WKP(b) zakładu remontu parowozów i wagonów im. Stalina w Tbilisi, później do listopada 1952 I sekretarzem Komitetu Miejskiego Komunistycznej Partii (bolszewików) Gruzji w Rustawi, od listopada 1952 do kwietnia 1953 zastępcą ministra bezpieczeństwa państwowego Gruzińskiej SRR ds. kadr, a od 28 kwietnia do 10 października 1953 przewodniczącym Komitetu Wykonawczego Rady Miejskiej Tbilisi. Od 2 października 1953 do grudnia 1955 był I sekretarzem Abchaskiego Komitetu Obwodowego Komunistycznej Partii Gruzji, 1955-1956 kierownikiem Wydziału Przemysłu i Transportu KC KPG, a 1956-1961 I sekretarzem Komitetu Miejskiego KPG w Tbilisi. Od 29 września 1961 do 9 kwietnia 1965 był sekretarzem KC KPG, od 19 grudnia 1962 do 24 listopada 1964 przewodniczącym Biura KC KPG ds. przemysłu, a od 1965 dyrektorem Naukowo-Badawczego Instytutu Budowy Przyrządów i Środków Automatyzacji Ministerstwa Budowy Przyrządów i Środków Automatyzacji ZSRR.